# Nagasawa Rosetsu

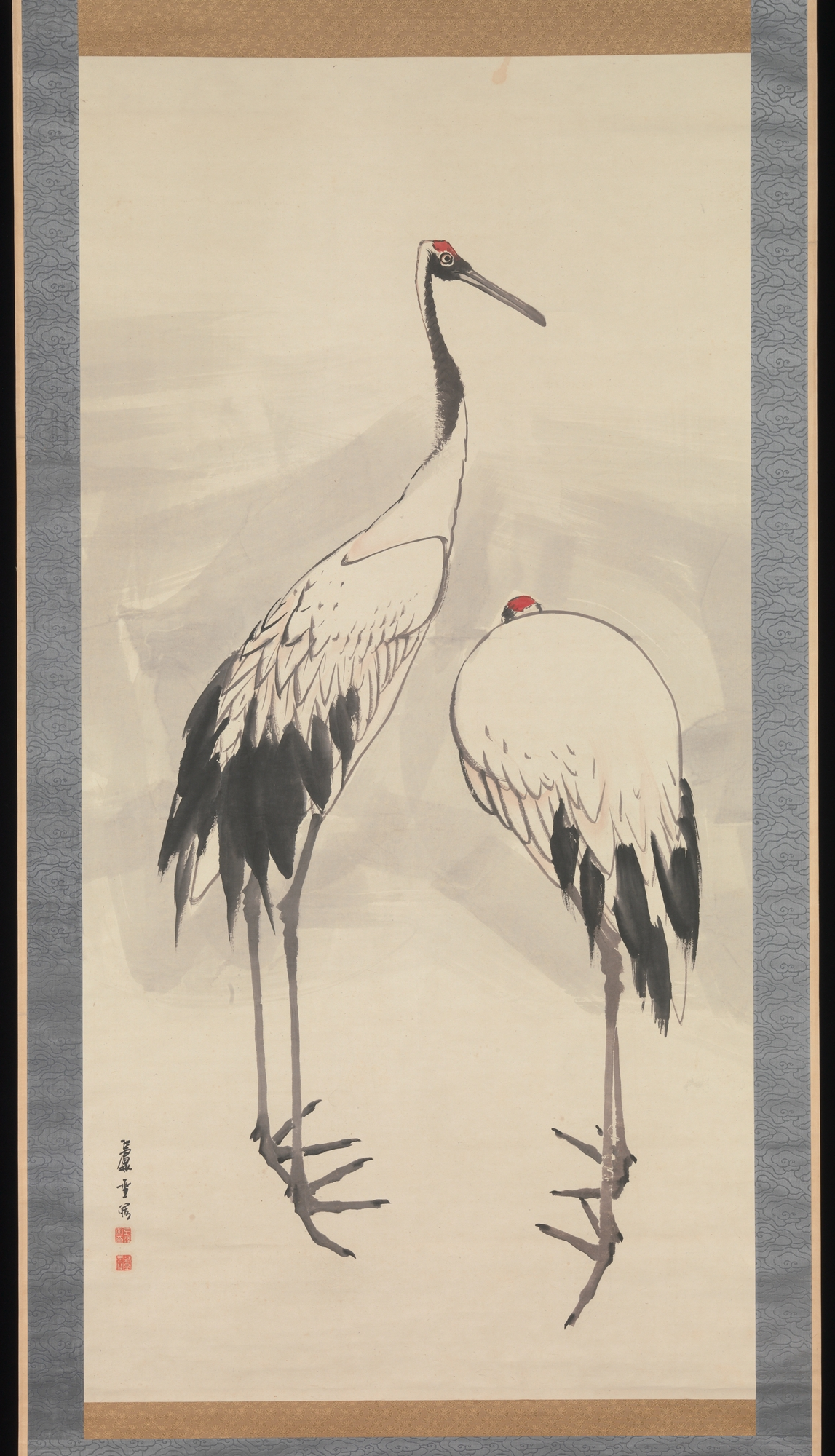
Zwei Kraniche

Nagasawa Rosetsu (japanisch 長澤 蘆雪, eigentlicher Vorname Masakatsu (政勝); geb. 1754 in Yamashiro; gest. 10. Juli 1799) war ein japanischer Maler der Maruyama-Shijō-Schule während der mittleren Edo-Zeit.

## Leben und Werk
Nagasawa Rosetsu scheint der Sohn einer unteren Samurai-Familie in der Domäne Yodo südlich von Kyōto gewesen zu sein, der dann Oberhaupt der Nagasawa-Familie wurde. Er war ein guter Freund von Minagawa Kien (皆川 淇園; 1735–1807). Es gibt eine Arbeit aus dem Jahr 1781 von ihm, die den Stil Maruyama Ōkyos widerspiegelt, und er wird in dem Künstlerverzeichnis Heian jimbutsu shi (平安人物史) von 1782 als Künstler in Kyōto – hier mit der alten Bezeichnung Heian umschrieben – aufgeführt. Es sieht also so aus, dass Rosetsu relativ früh nach Kyōto ging und unter Ōkyos Leitung ein erfolgreicher Maler wurde. 
Die Werke dieser frühen Periode waren eher routinemäßig ausgeführt, aber 1787, als er eine Reise in den Süden der Provinz Kii (heute Präfektur Wakayama) unternahm, veränderte sich sein Stil in dramatischer Weise. Wie man an den Stellschirm- und Schiebetür-Malereien (襖絵, Fusuma-e) für die Tempel Muryō-ji (無量寺) und Sōdō-ji (草堂寺), zwei Tempel im Süden der Provinz Kii, sehen kann, hatte er einen kühnen Stil mit meisterhafter Pinselführung und unkonventioneller Komposition entwickelt. Diesen Stil kann man am besten in den zahlreichen Schiebetür-Malereien sehen, die seine Spezialität waren und die seinen wichtigsten Beitrag zur Entwicklung der japanischen Malerei darstellen.
1790 schloss Rosetsu sich seinem Lehrer Ōkyo an, als es darum ging, Wandmalereien für den kaiserlichen Palast in Kyōto zu schaffen. Rosetsu scheint eine Persönlichkeit ohne allzu große Hemmungen gewesen zu sein, jedenfalls gibt es zu seiner Lebensführung zahlreiche Anekdoten. Es heißt sogar, dass er von der Ōkyo-Schule ausgeschlossen wurde.
Neben den besprochenen Wandmalereien im Süden der Kii-Provinz sind auch das Werk „Landschaft unter Mondlicht“ (月夜, Tsukiyo sansui-zu) im privaten Egawa-Kunstmuseum (頴川美術館) in Nishinomiya und das gerahmte Bild „Berghexe“ (山姥, Yamauba) im Besitz des Itsukushima-Schreins zu erwähnen.

## Bilder

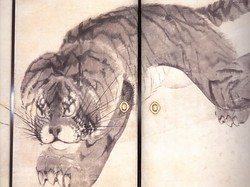
Tiger (aus dem Muryō-ji)
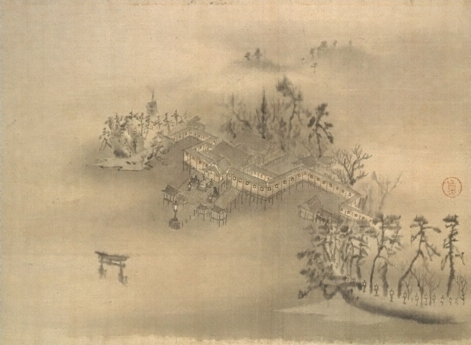
Acht Ansichten von Miyajima[2][A 1]
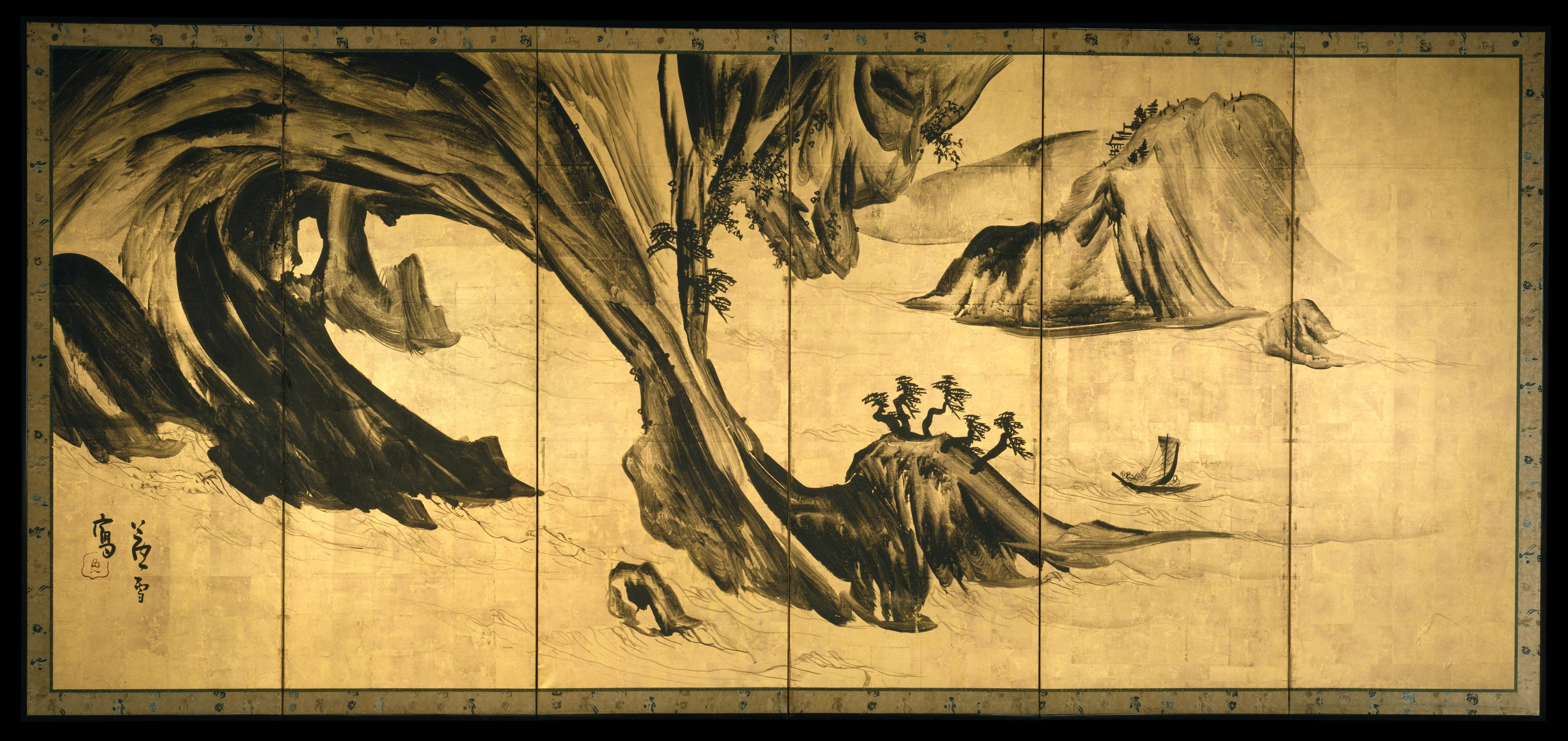
Linker Stellschirm
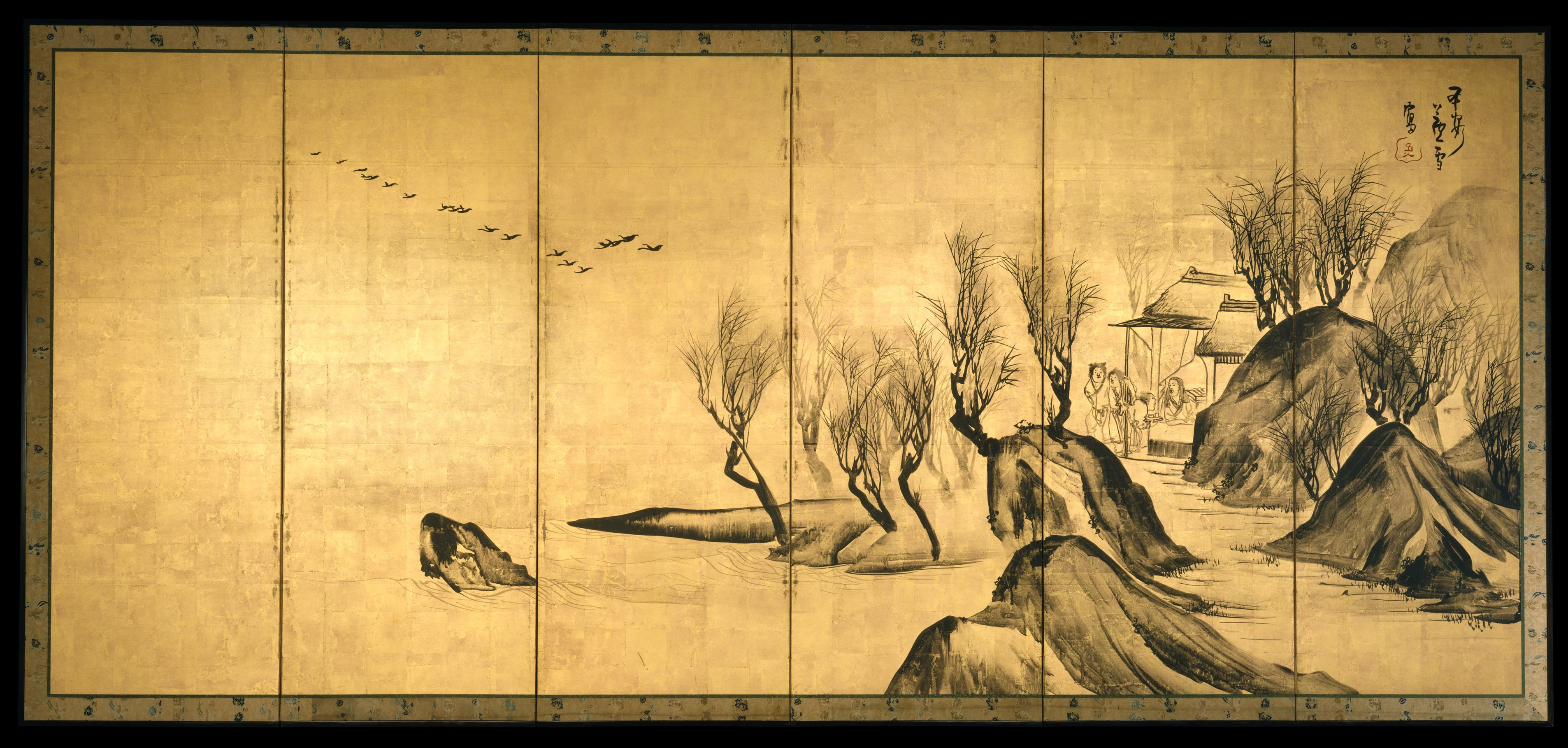
Rechter Stellschirm